# Johanna Toruño
Johanna Toruño es una artista queer salvadoreña. Creó The Unapologetic Street Series, una serie de carteles pegados por Nueva York que representan mensajes de orgullo queer.

## Biografía

### Primeros años de vida
Toruño nació en San Salvador en diciembre de 1989, durante la guerra civil salvadoreña. Al crecer en El Salvador durante el conflicto armado, Toruño escuchaba a menudo disparos y hasta el día de hoy el sonido de los fuegos artificiales le inquieta.

### Vida en los Estados Unidos
Toruño no podía hablar inglés cuando emigró a los EE. UU. y tuvo dificultades por la barrera del idioma. Poco a poco, aprendió inglés por su cuenta viendo programas de Nickelodeon y Disney Channel con subtítulos. Mientras veía estos programas, Toruño cuestionó por primera vez los roles de género. Las representaciones heteronormativas del romance en los principales medios de comunicación convencieron a Toruño de que sólo se le podía permitir casarse con una mujer si iba a trabajar y actuaba de forma masculina. Hoy, la feminidad de Toruño es un tema recurrente en su arte, junto con su relación con otra mujer.
Toruño fue encarcelada a la edad de 15 años y pasó los siguientes tres años en libertad condicional. Finalmente, llegó a un punto de inflexión y quiso alterar el curso de su vida expresándose a través del arte. Consideró inscribirse en una escuela de arte, pero finalmente decidió no hacerlo porque sentía que no era posible para alguien de su entorno.

### Artista
Toruño se inspiró en los carteles políticos con los que creció en El Salvador. En 2016 comenzó a crear y pegar carteles por la ciudad de Nueva York. La serie inicialmente tenía el título The Unapologetically Brown Series, pero una vez que se dio cuenta de que existía un movimiento Unapologetically Black, le cambió el nombre a The Unapologetic Street Series.
Muchos de los carteles de Toruño se pueden encontrar en el Lower East Side de Manhattan. Los pega en paredes, farolas y buzones de correo (cualquier área con mucho tráfico peatonal) usando pasta de trigo. Toruño también vende su arte en camisetas y estampados a través de tiendas temporales que instala en todo el país.
Uno de los objetivos de Toruño es difundir su mensaje en todo Estados Unidos, no sólo en la ciudad de Nueva York. Para ello, Toruño ha hablado en universidades y ha organizado talleres en California, Texas e Illinois, entre otros. Además, Toruño utiliza Instagram para llegar a una audiencia global y a través de ese medio ha obtenido más de 50.000 seguidores.

## Tema y estilo

### Visibilidad queer
Toruño imagina un futuro en el que las infancias queer tengan acceso a medios que los representen (y al romance queer) en lugar de “ser diferentes”. Durante su infancia, Toruño solo tuvo acceso a programas de televisión heteronormativos y siente que la mayoría de los personajes queer representados en los medios luchan por la aceptación, por lo que se propuso crear representaciones sanas y saludables de las personas queer y sus relaciones. Esta misión llevó a Toruño a crear la serie Niñas Sin Vergüenza, que constaba de tres fotografías de Toruño y su novia, Amy Quichiz. Toruño pegó esta serie por todo el Lower East Side de Nueva York en 2018. La serie finalmente inspiró fan art de Toruño y Quichiz.

### Unapologetic Street
Los carteles de la serie Unapologetic Street tansmiten mensajes de orgullo queer. Por ejemplo, se lee:

I WOKE UP BROWN

THE WAY MY MOTHER &
HER MOTHER MADE ME
THE WAY THE GODDESSES LAID
THE EARTH ON MY SKIN AS A 

SHIELD

Una de sus piezas, The People's Alexandria Ocasio-Cortez, representa a la congresista Alexandria Ocasio-Cortez sobre un fondo de flores blancas. Toruño usa mayúsculas en sus carteles para contrastar su motivo de flores, que incluye en su trabajo como referencia a las selvas de El Salvador. Toruño a menudo yuxtapone la suave textura de las flores con colores llamativos.
Debido a su desplazamiento de El Salvador, Toruño no tiene mucha información sobre sus antepasados, por lo que gran parte de su inspiración proviene de sus modelos a seguir, incluidas Sylvia Rivera, Marsha P. Johnson y Alexandria Ocasio-Cortez, en carteles de The Unapologetic Street Series.
Toruño creó The Unapologetic Street Series para «ocupar el espacio». En otras palabras, tenía la intención de promover la visibilidad queer. Muchas de sus obras también incluyen mensajes de concienciación sobre la salud mental y anticolonialismo.

### Arte callejero
Toruño exhibe su arte en espacios públicos para generar conversaciones dentro de la comunidad. Ella cree que el arte callejero se adapta bien a este objetivo porque es gratuito y accesible. Muchos de sus carteles están pegados en los mismos lugares para evocar la sensación de galerías.

## Vida personal
Toruño se considera introvertida. Describe su relación con Amy Quichiz, el tema de su serie Niñas Sin Vergüenza, como «cabalgatar o morir». En 2020, Toruño se mudó de Nueva York a Washington D. C.